# Allélotypage
L'allélotypage est une technique de biologie moléculaire permettant la détermination des fréquences relatives des allèles.

## Principe
Le principe consiste à amplifier par PCR des séquences microsatellites, dispersées sur le génome et situées entre les séquences codantes des gènes ou dans de grands introns. Ils sont hautement polymorphes dans une population, mais très stables chez un individu donné.

## Application
Cette technique permet la classification phénotypique de certaines tumeurs solides. Après l'amplification des microsatellites sélectionnés par PCR, les amplifiats sont séparés sur gel dénaturant à l'aide d'un séquenceur automatisé. Cet appareil permet, par une technique de marquage non radioactive des produits de PCR, de déterminer leur taille, donc le nombre de répétitions de la séquence microsatellite, et de les quantifier. Un microsatellite est dit informatif si après migration, il apparaît deux pics dont chacun représente l'amplification de la séquence microsatellite portée par chaque allèle : cela signifie que le nombre de répétitions du microsatellite est différent entre les 2 allèles. Le microsatellite est dit non informatif si un seul pic est observé : cela signifie que le nombre de répétitions du microsatellite est identique entre les 2 allèles. Le rapport de la hauteur des deux pics de chaque microsatellite amplifié à partir de l’ADN des cellules tumorales est comparé au rapport des pics obtenus à partir de cellules non tumorales du même individu. Ceci permet de calculer le pourcentage du remaniement allélique d’après la formule : 
Pourcentage du remaniement allélique =  ((b/a) Tissu tumoral – (b/a) Tissu non tumoral) / (b/a) Tissu non tumoral 

a et b représentant la hauteur des deux pics de chaque séquence microsatellite amplifiée.

Ce pourcentage du remaniement allélique traduit la proportion de tissu tumoral ayant une altération au locus considéré : on parle de remaniement allélique. Une variation des rapports entre tissu tumoral et tissu non tumoral supérieure à une valeur seuil calculée à partir d'une population témoin est considérée comme une altération. Cependant, cette méthode ne permet pas de distinguer une délétion d’une amplification allélique.